# Карла Халь
Карла Холл (англ. Carla Hall; народилась 12 травня 1964 р.) — американська шеф-кухар, телевізійна знаменитість та колишня модель.
Вона з'явилася у п'ятому та восьмому сезонах Top Chef, кулінарного змагання на телеканалі Bravo. Вона була співзасновницею The Chew, одногодинного шоу, що концентрується на стравах з усього світу, прем'єра якого відбулася на ABC у вересні 2011 року.

## Життєпис
Халь народилась та виросла в Нашвіллі, Теннессі. Закінчила середню школу Хіллсборо.
Вона закінчила бізнес-школу Говардського університету за спеціалізацією бухгалтерський облік у 1986 році. Згодом працювала в Price Waterhouse в Тампі, штат Флорида та стала сертифікованим державним аудитором.
Пізніше Карла працювала моделлю на подіумах Парижа, Мілана та Лондона.
Повернувшись до Сполучених Штатів, Халь переїхала до Вашингтона. Вона вирішила започаткувати службу доставки обідів під назвою Lunch Bunch. Вона закінчила L'Academie de Cuisine у Бетесді, штат Меріленд. Вона працювала Henley Park Hotel де згодом стала шеф-кухарем. До 1999 року, була шеф-кухарем в Garden Cafe в State Plaza Hotel. Потім вона служила виконавчим шеф-кухарем Вашингтонського клубу, приватного соціального клубу.
У 2001 році Халь заснувала власну кейтерингову компанію, Alchemy Caterers в Вітоні, штат Меріленд. Халь залишається відповідальною за компанію, яку вона перейменовала на Alchemy by Carla Hall. Вона написала кулінарну книгу «Приготування їжі з любов'ю: комфорт їжі, яка обіймає вас» (Cooking with Love: Comfort Food that Hugs You).
В 2008 році вона була учасницею п'ятого сезону Top Chef. Пізніше брала участь у восьмому сезоні.
3 травня 2009 р., з'явилася на обкладинці журналу Washington Post Magazine з підписом: «придатна для слави».
У 2014 році вона розпочала кампанію на Kickstarter, в рамках якої вона зібрала $264 703, що перевищила її початкову мету розміром $ 250 000. 1550 користувачів Kickstarter підтримали її ідею відкриття власного ресторану: Південна кухня Карли Халь, відкрився 17 червня 2016 року, в Брукліні, Нью-Йорк. Однак заклад закрився у серпні 2017 року.
У 2020 році зал з'явився як суддя на Channel 4 в кулінарному змаганні Crazy Delicious.
У 2021 році вона була ведучою в шоу Worst Cooks in America з Енн Беррелл, та є ведучею та суддею Best Baker in America.